# Blåviks landskommun
Blåviks landskommun var en tidigare kommun i Östergötlands län.

## Administrativ historik
Landskommunen bildades 1 maj 1880 genom en utbrytning ur Ekeby landskommun och Torpa landskommun. Samtidigt bröts motsvarande landsområden ut ur de två församlingarna och bildade Blåviks församling och Blåviks socken i Göstrings härad i Östergötland var då bildad. 
Vid kommunreformen 1952 uppgick denna landskommun i Södra Göstrings landskommun som 1971 uppgick i Boxholms kommun.

## Befolkningsutveckling
| Befolkningsutvecklingen i Blåviks landskommun 1880–1951 | Befolkningsutvecklingen i Blåviks landskommun 1880–1951 | Befolkningsutvecklingen i Blåviks landskommun 1880–1951 | Befolkningsutvecklingen i Blåviks landskommun 1880–1951 | Befolkningsutvecklingen i Blåviks landskommun 1880–1951 |
| ------------------------------------------------------- | ------------------------------------------------------- | ------------------------------------------------------- | ------------------------------------------------------- | ------------------------------------------------------- |
|                                                         |                                                         |                                                         |                                                         |                                                         |
| År                                                      |                                                         |                                                         | Invånare                                                |                                                         |
| 1880                                                    | 1880                                                    |                                                         | 522                                                     | 522                                                     |
| 1890                                                    | 1890                                                    |                                                         | 458                                                     | 458                                                     |
| 1900                                                    | 1900                                                    |                                                         | 459                                                     | 459                                                     |
| 1910                                                    | 1910                                                    |                                                         | 459                                                     | 459                                                     |
| 1920                                                    | 1920                                                    |                                                         | 422                                                     | 422                                                     |
| 1930                                                    |                                                         |                                                         |                                                         |                                                         |
| 1940                                                    |                                                         |                                                         |                                                         |                                                         |
| 1950                                                    |                                                         |                                                         |                                                         |                                                         |
| 1951                                                    |                                                         |                                                         |                                                         |                                                         |